# Irpacaenis deani
Irpacaenis deani is een haft uit de familie Caenidae. De wetenschappelijke naam van de soort is voor het eerst geldig gepubliceerd in 1999 door Suter.
De soort komt voor in het Australaziatisch gebied.